# 走廊奔跑隊7
走廊奔跑隊（日语：渡り廊下走り隊）是由日本偶像團體AKB48舊Team B成員選拔組成的一個偶像組合。

## 組合概要
- 該組合作爲同樣由AKB48總制作人秋元康制作的偶像組合的姐妹組合而組成。
- 該組合前身爲2008年3月組成的「お菓子なシスターズ」，同年10月平嶋夏海加入，組成「走廊奔跑隊」。
- 2009年1月28日發售單曲並初次亮相。
- 同事務所所属的AKB48衍生組合有no3b。
- 組合簡稱爲｢WR｣（Watari Rouka）。
- 2010年2月7日team B夜間公演宣布菊地彩香將加入，並在同年3月17日（單曲《鬼臉橋》（アッカンベー橋）的發行日）正式加入走廊奔跑隊。
- 2010年6月30日岩佐美咲與小森美果加入組成限定組合「走廊奔跑隊7」[1]，2011年2月2日發售1st單曲（算作走廊奔跑隊7th單曲）[2]。
- 2011年預訂3月14日舉辦的白色情人節握手會等活動由於日本東北地方太平洋地震被迫中止。
- 2012年1月28日，平嶋夏海因私人因素宣布退出AKB48及走廊奔跑隊7。
- 2012年3月10日，秋元康於Google+宣布SDN48成員浦野一美成為走廊奔跑隊7新成員。
- 2013年11月13日，宣布於同年12月25日發售精選集，并宣布组合即将解散。
- 2013年12月10日，宣佈了上述精選集定名為《想在走廊下漫步》，並將從購買專輯通常盤的顧客中抽取兩千人參加翌年初舉行的解散演唱會。
- 2014年2月9日，舉行解散演唱會，而過去已離團的平嶋夏海與小森美果也參與其中，首次聚集了創隊以來的8位成員的第一場、亦是最後一場的演唱會[3]。

### 關于點心姐妹
該組合沒有單曲發售，但收錄在「初戀衝刺／青色未來」的c/w曲裡。2008年3月左右結成，相當于走廊奔跑隊前身的AKB48派生組合。演唱了NHK教育頻道節目『味楽る!ミミカ』2008年度結尾主題曲「恋のチューイング」及演出節目結尾映像。未發行單曲，以點心姐妹名義收錄于走廊奔跑隊1st單曲「初戀衝刺／青色未來」中。

## 成員概況
走廊奔跑隊
- 仲川遥香 - AKB48 3期生
- 菊地彩香（菊地 あやか） - 自第4張單曲開始活動、AKB48 3期生
- 渡邊麻友 - 中央位置成員、AKB48 3期生
- 多田愛佳 - 最年少成員、AKB48 3期生
- 平嶋夏海 - 隊長、AKB48 1期生、2012年退出、组合解散时回归

只限走廊奔跑隊7
- 岩佐美咲 - 走廊奔跑隊7最年少成員、AKB48 7期生
- 小森美果 - AKB48 7期生
- 浦野一美[4] - 最年長、AKB48 1期生

## DVD映像
| 序號 | 發售日         | 名稱         | 最高 週間 順位 | 發售形態 | 唱片號碼   | 備註                  |
| ---- | -------------- | ------------ | -------------- | -------- | ---------- | --------------------- |
| 1    | 2010年10月20日 | 走れ！夏休み | 11位           | DVD      | PCBP-52003 | 走廊奔跑隊首張DVD寫真 |

## 出演

### 電視節目
- AKBINGO!（2009年4月22日、29日；11月18日；2010年3月10日；日本電視台）- LIVE
- INDY学院（2010年7月3日 - 9月25日、日本電視台）

### 舞台
- ドリル魂（2009年2月27日 - 3月1日、神奈川縣立青少年中心大廳）

### 廣播節目
- 渡り廊下走り隊の青い未来へ初恋ダッシュ!!（2009年1月3日 - 6月27日、CBC廣播）
- 渡り廊下走り隊のオールナイトニッポンR（2010年10月15日、日本放送）

### CM
- 日本電氣 (NEC)
  - LaVie L「家中どこでも地デジ篇」「アンテナケーブル不要篇」（2010年10月）、「1台4役篇」（2011年5月）

與玉木宏共演。在電器店遊行示威一定作為螢幕保護程式而跑。

### 活動
- ユアエルム presents SPRING A GO!GO!（2009年4月29日、bayfm）
- 三麗鷗人物公園ハーモニーランド GW特別活動（2009年5月5日）
- B.L.T.主催「Beautiful Lady Live」（2009年9月21日、北澤タウンホール）
- 浜松町グリーンサウンドフェスタ「浜祭」（2009年11月2日、東京鐵塔）
- お台場合衆国2010〜笑うBayには福きたる!!〜（2010年8月8日、富士產經集團大樓周邊）

### Web
- 渡り廊下走り隊インタビュー（2009年11月5日、motteco書店 （页面存档备份，存于））

## 走廊奔跑隊7
2010年6月30日原有的5人從AKB48岩佐美咲和小森美果追加結成。舉行電台中心的活動等，2011年2月2日に「情人節之吻」（国生小百合的單曲）CD首次登台。名義不同，但是計入走廊奔跑隊的7th單曲。

### 出演

#### 電台
- 走廊奔跑隊7 （页面存档备份，存于）（2010年7月5日 - 2011年3月25日・4月10日 - 、日本放送）[8]
  -     - 星期一：煩惱郵件的星期一（相談事）
    - 星期二：心情不好的星期二（生氣）
    - 星期三：戀愛的星期三（恋愛相談）
    - 星期四：自由的星期四（自由談話）
- 走廊奔跑隊7的夜間日本（2011年2月9日、日本放送）

#### CM
- Seven & i Holdings『新・バレンタイン宣言』（2011年1月20日 - 2月）
- Seven & i Holdings『ありがとうを声に出そう。5.8母の日キャンペーン』（2011年4月27日 - 5月8日）

#### 活動
- イトーヨーカドー 葛西店1日店長イベント（同店リバーサイドモール特設会場、2011年2月13日）

## 音樂合作
| 樂曲             | 利用情況                                                                              | 收錄作品                      | 備註        |
| ---------------- | ------------------------------------------------------------------------------------- | ----------------------------- | ----------- |
| 青色未來         | 東京電視台動畫『藍龍』第二季OP                                                        | 1st單曲「初戀衝刺／青色未來」 |             |
| 恋のチューイング | NHK教育頻道『味楽る!ミミカ』2008年度結尾主題曲                                        | 1st單曲「初戀衝刺／青色未來」 | 點心姐妹    |
| 幹勁煙花         | 東京電視台『スキバラ』結尾主題曲 東京電視台『ピラメキーノ』2009年4月度結尾主題曲      | 2nd單曲「幹勁煙花」           |             |
| 白色的鬱金香     | BS富士『カンニングのDAI安☆吉日!』2009年4月度結尾主題曲                                | 2nd單曲「幹勁煙花」           |             |
| 完美～呢         | 東京電視台動畫『FAIRY TAIL』ED 東京電視台『アニソンぷらす』2009年10月度結尾主題曲     | 3rd單曲「完美～呢」           |             |
| 冒険エトセトラ   | 网络游戏「GRAND FANTASIA」主題曲                                                      | 3rd單曲「完美～呢」           |             |
| 情人節之吻       | 電視廣告：Seven & i Holdings『新・情人節宣言』                                        | 7th單曲「情人節之吻」         | 走廊奔跑隊7 |
|                  | CM：Seven & i Holdings『』                                                            | 8th單曲「笨拙的媚眼」         | 走廊奔跑隊7 |
|                  | GMOクリック証券「競泳日本代表應援CM」主題曲                                           | 8th單曲「笨拙的媚眼」         | 走廊奔跑隊7 |
| 希望山脈         | 朝日電視台『蠟筆小新』主題曲                                                          | 9th單曲「希望山脈」           | 走廊奔跑隊7 |
|                  | 『蠟筆小新』劇場版《呼風喚雨！我與宇宙公主》主題曲 NEXON 線上遊戲「跑跑卡丁車」CM歌曲 | 10th單曲「少年喲 說謊吧！」   | 走廊奔跑隊7 |
|                  | 日本電視台系『Lion特別 第32回全國高等學校測驗選手権』應援歌曲                         | 10th單曲「少年喲 說謊吧！」   | 走廊奔跑隊7 |

## 腳注
1. ↑  （日語）AKB48組合走廊奔跑隊7誕生 - ORICONSTYLE（2010年6月30日閲覧）
2. ↑  （日語）這次是7人奔跑！走廊奔跑隊新加2人成爲7人組 - De☆View （页面存档备份，存于）（2010年12月11日閲覧）
3. ↑  . 每日新聞. 2014-02-09  [2014-09-01]. （原始内容存档于2016-03-04） （日语）.
4. ↑  （日語）秋元康的Google+ （页面存档备份，存于）
5. ↑  （日語）走れ！夏休み銷量統計-ORICON STYLE （页面存档备份，存于）（2010年12月25日閲覧）
6. ↑  . ORICON STYLE. 2010-06-30  [2011-02-15]. （原始内容存档于2013-05-26）.
7. ↑  . De☆View. 2010-12-10  [2011-02-15]. （原始内容存档于2012-04-29）.
8. ↑  東日本大震災2011年3月14日至17日『ミュ〜コミ+プラス』的1時播放中止，延後到星期日
9. ↑  AKB48的『蠟筆小新』的主題曲担当是「蠟筆小新」以来4年半。また、当番組初の昭和歌謡をベースにした曲でもある。

## 外部連結
- （日語）走廊奔跑隊官網 （页面存档备份，存于）
- （日語）走廊奔跑隊官方博客
- （日語）AKB48 TeamOgi公式頁
- YouTube上的走廊奔跑隊7頻道